# Пидкручей
Пидкручей или Пидклуга — река в России, протекает по Олонецкому району Карелии. Устье реки находится в 2,4 км по левому берегу реки Туксы. Длина реки составляет 11 км.
В ручей втекает безымянная протока из озера Линдоярви, которое связано ручьём Хадарусоя с озером Новинским.

## Данные водного реестра
По данным государственного водного реестра России относится к Балтийскому бассейновому округу, водохозяйственный участок реки — Водные объекты бассейна оз. Ладожское без рр. Волхов, Свирь и Сясь, речной подбассейн реки — Нева и реки бассейна Ладожского озера (без подбассейна Свирь и Волхов, российская часть бассейнов). Относится к речному бассейну реки Нева (включая бассейны рек Онежского и Ладожского озера).
Код объекта в государственном водном реестре — 01040300212102000011907.